# Turnaia furva
Turnaia furva är en skalbaggsart som beskrevs av Holzschuh 2006. Turnaia furva ingår i släktet Turnaia och familjen långhorningar. Inga underarter finns listade i Catalogue of Life.